# 阿蒂西亞 (亞利桑那州)
阿蒂西亞（英語：Artesia）是位於美國亞利桑那州葛蘭姆縣的一個非建制地區。該地的面積和人口皆未知。

## 地理
阿蒂西亞的座標為32°41′53″N 109°42′27″W / 32.69806°N 109.70750°W，而該地的平均海拔高度為997米（即3271英尺）。